# العلاقات الأمريكية الهندوراسية
العلاقات الأمريكية الهندوراسية هي العلاقات الثنائية التي تجمع بين الولايات المتحدة وهندوراس.

## مقارنة بين البلدين
هذه مقارنة عامة ومرجعية للدولتين:
| وجه المقارنة                                              | الولايات المتحدة                                                                                                  | هندوراس          |
| --------------------------------------------------------- | --- | ---------------- |
| المساحة (كم2)                                             | 9.83 مليون | 112.49 ألف       |
| عدد السكان (نسمة)                                         | 311.58 مليون | 9.27 مليون       |
| الكثافة السكانية (ن./كم²)                                 | 31.7 | 82.41            |
| العاصمة                                                   | واشنطن العاصمة | تيغوسيغالبا      |
| اللغة الرسمية                                             | لغة إنجليزية | اللغة الإسبانية  |
| العملة                                                    | دولار أمريكي | لمبيرة هندوراسية |
| الناتج المحلي الإجمالي (بليون دولار)                      | 19.39 تريليون | 22.98 مليار      |
| الناتج المحلي الإجمالي (تعادل القوة الشرائية) بليون دولار | 18.04 تريليون | 41.14 مليار      |
| الناتج المحلي الإجمالي الاسمي للفرد دولار أمريكي          | 56.12 ألف | 2.53 ألف         |
| الناتج المحلي الإجمالي للفرد دولار أمريكي                 | 54.63 ألف | 4.91 ألف         |
| مؤشر التنمية البشرية                                      | 0.920 | 0.606            |
| رمز المكالمات الدولي                                      | +1 | +504             |
| رمز الإنترنت                                              | .us، حكومة، .mil، Edu.                                                                                            | .hn              |
| المنطقة الزمنية                                           | توقيت ساموا الأمريكية، توقيت أطلنطي موحد، منطقة زمنية وسطى، توقيت ألاسكا ‏، المنطقة الزمنية الجبلية، توقيت تشامرو ‏ | 00               |

## مدن متوأمة
في ما يلي قائمة باتفاقيات التوأمة بين مدن أمريكية وهندوراسية:
- ترتبط نيو أورلينز مع تيغوسيغالبا باتفاقية توأمة منذ 14 يوليو 1995.
- ترتبط غينزفيل مع تيغوسيغالبا باتفاقية توأمة.

## منظمات دولية مشتركة
يشترك البلدان في عضوية مجموعة من المنظمات الدولية، منها:
| علم المنظمة | اسم المنظمة                               | تاريخ انضمام الولايات المتحدة | تاريخ انضمام هندوراس |
| ----------- | ----------------------------------------- | ----------------------------- | -------------------- |
|             | وكالة ضمان الاستثمار متعدد الأطراف        | 12 أبريل 1988                 | 30 يونيو 1992        |
|             | الاتحاد الدولي للاتصالات                  | 1 يوليو 1908                  | 27 أكتوبر 1925       |
|             | يونسكو                                    | 4 نوفمبر 1946                 | 16 ديسمبر 1947       |
|             | الأمم المتحدة                             | 24 أكتوبر 1945                | 17 ديسمبر 1945       |
|             | المركز الدولي لتسوية المنازعات الاستشارية | 14 أكتوبر 1966                | 16 مارس 1989         |
|             | البنك الدولي للإنشاء والتعمير             | 27 ديسمبر 1945                | 27 ديسمبر 1945       |
|             | مؤسسة التمويل الدولية                     | 20 يوليو 1956                 | 20 يوليو 1956        |
|             | منظمة الشرطة الجنائية الدولية             | ?                             | ?                    |
|             | مؤسسة التنمية الدولية                     | 24 سبتمبر 1960                | 23 ديسمبر 1960       |
|             | الاتحاد البريدي العالمي                   | ?                             | ?                    |
|             | منظمة حظر الأسلحة الكيميائية              | ?                             | ?                    |
|             | الفريق المعني برصد الأرض                  | ?                             | ?                    |
|             | منظمة التجارة العالمية                    | ?                             | ?                    |

## أعلام
هذه قائمة لبعض الشخصيات التي تربطها علاقات بالبلدين:
- أليساندرو كاسترو (26 فبراير 2000 – )
- أمريكا فيرارا (ممثلة أمريكية، 18 أبريل 1984[25] – )
- أندريس سيرانو (مصور أمريكي، 15 أغسطس 1950[26][27][28] – )
- براندون إسكوبار (مصارع هاوي هندوراسي، 25 سبتمبر 1990 – )
- برينا بالنسيا (ممثلة أمريكية، 13 فبراير 1984 – )
- بيانكا ديل ريو (27 يونيو 1975 – )
- توماس سي. واسن (دبلوماسي نيجيري، 8 فبراير 1896 – 23 مايو 1948)
- جون نيغروبونتي (دبلوماسي أمريكي، 21 يوليو 1939[29][30] – )
- دانيلو أكوستا (لاعب كرة قدم هندوراسي، 7 نوفمبر 1997[31] – )
- دبليو. غودفري هنتر (سياسي أمريكي، 25 ديسمبر 1841[32] – 2 نوفمبر 1917[32])
- ديفيد أرتشولينا (28 ديسمبر 1990 – )
- روموالدو باتشيكو (سياسي أمريكي، 31 أكتوبر 1831[33][34] – 23 يناير 1899[33])
- روني أغيلار (لاعب كرة سلة من الولايات المتحدة الأمريكية، 24 يونيو 1987 – )
- فرانشا رايسا (ممثلة أمريكية، 26 يوليو 1988 – )
- هنري باكستر (8 سبتمبر 1821[35] – 30 ديسمبر 1873[35])

## وصلات خارجية
- موقع وزارة الخارجية الأمريكية
- موقع وزارة الخارجية الهندوراسية